# Horyzont zdarzeń (album)
Horyzont zdarzeń – czwarta studyjna płyta polskiego zespołu Goya. Swoją premierę miała w 2007 roku, a promował ją singel W zasięgu Twego wzroku. Okładką płyty „Horyzont zdarzeń” jest grafika autorstwa Michała Karcza, którego prace tak bardzo spodobały się zespołowi, że ten postanowił zaprosić go do współpracy, przy wizualnej oprawie albumu. Efekt tej współpracy można podziwiać w poligrafii płyty, a także w teledysku ilustrującym pierwszy singel W zasięgu Twego wzroku.

## Lista utworów
Opracowano na podstawie materiału źródłowego.
| Nr  | Tytuł utworu             | Słowa            | Muzyka                                                 | Długość |
| --- | ------------------------ | ---------------- | ------------------------------------------------------ | ------- |
| 1.  | „Intro HZ”               |                  | Magdalena Wójcik, Rafał Gorączkowski, Grzegorz Jędrach | 2:04    |
| 2.  | „Nikt i nic”             | Magdalena Wójcik | Magdalena Wójcik, Rafał Gorączkowski, Grzegorz Jędrach | 2:43    |
| 3.  | „Piękny czas”            | Magdalena Wójcik | Magdalena Wójcik, Rafał Gorączkowski, Grzegorz Jędrach | 3:04    |
| 4.  | „W zasięgu Twego wzroku” | Magdalena Wójcik | Magdalena Wójcik, Rafał Gorączkowski, Grzegorz Jędrach | 3:20    |
| 5.  | „Zmiany”                 | Magdalena Wójcik | Magdalena Wójcik, Rafał Gorączkowski, Grzegorz Jędrach | 3:55    |
| 6.  | „Dzień inny, niż zwykle” | Magdalena Wójcik | Magdalena Wójcik, Rafał Gorączkowski, Grzegorz Jędrach | 4:31    |
| 7.  | „Za szybki świat”        | Magdalena Wójcik | Magdalena Wójcik, Rafał Gorączkowski, Grzegorz Jędrach | 3:58    |
| 8.  | „Gdy odchodzisz...”      | Magdalena Wójcik | Magdalena Wójcik, Rafał Gorączkowski, Grzegorz Jędrach | 3:59    |
| 9.  | „Zielony”                | Magdalena Wójcik | Magdalena Wójcik, Rafał Gorączkowski, Grzegorz Jędrach | 3:21    |
| 10. | „Dobre sny”              | Magdalena Wójcik | Magdalena Wójcik, Rafał Gorączkowski, Grzegorz Jędrach | 3:18    |
| 11. | „Oczekiwanie”            | Magdalena Wójcik | Magdalena Wójcik, Rafał Gorączkowski, Grzegorz Jędrach | 3:34    |
| 12. | „Pewność”                | Magdalena Wójcik | Magdalena Wójcik                                       | 3:04    |
| 13. | „Horyzont zdarzeń”       | Magdalena Wójcik | Magdalena Wójcik, Rafał Gorączkowski, Grzegorz Jędrach | 4:28    |
|     |                          |                  |                                                        | 45:19   |